# آرون وایت
آرون وایت (انگلیسی: Aaron White؛ زادهٔ ۱۰ سپتامبر ۱۹۹۲) بازیکن بسکتبال اهل ایالات متحده آمریکا است.
از باشگاه‌هایی که در آن بازی کرده‌است می‌توان به باشگاه بسکتبال پاناتینایکوس اشاره کرد.